# Монтефредане
Монтефредане (итал. Montefredane) је насеље у Италији у округу Авелино, региону Кампанија.
Према процени из 2011. у насељу је живело 948 становника. Насеље се налази на надморској висини од 594 м.

## Становништво
Према резултатима пописа становништва 2011. у општини је живело 2.308 становника.
| 1931. | 1936. | 1951. | 1961. | 1971. | 1981. | 1991. | 2001. | 2011. |
| ----- | ----- | ----- | ----- | ----- | ----- | ----- | ----- | ----- |
| 2.561 | 2.674 | 2.801 | 2.400 | 2.139 | 2.235 | 2.316 | 2.305 | 2.308 |